# Camillo Boccaccino
Camillo Boccaccino (Crémone, v. 1505 - 1546) était un peintre italien de la haute Renaissance, fils du peintre Boccaccio Boccaccino.

## Biographie
Après une première éducation auprès de son père, Camillo Boccaccino réside à Venise (1525), en étudiant peut-être à l'atelier du Titien et en observant attentivement les peintures du Pordenone.
Les chefs-d'œuvre de cette période sont les panneaux d'orgues de Santa Maria di Campagna à Piacenza (1529), aujourd'hui dispersés (les deux panneaux avec l'Annunciazione sont toujours en place alors que David et Isaïe sont aujourd'hui à la pinacothèque du Palais Farnese). Ces œuvres avaient été attribuées dans le passé par Roberto Longhi au Titien mais pas au peintre Dosso Dossi.
Le retable pour l'église de San Bartolomeo à Crémone (1532) (conservé à Milan, à la pinacothèque de Brera) montre les influences de l'art de Raphaël et de Correggio (le Christ en gloire de l'abside de et les Quatre Évangélistes de la voûte de San Sigismondo à Crémone).
Les années suivantes l'artiste conserve son style malgré sa connaissance du raffinement maniériste de Giulio Romano et Parmigianino, comme c'est évident dans le cycle de ses fresques qui décorent le presbytère de San Sigismondo à Crémone (v. 1535), en particulier dans les scènes de la femme adultère et de la Résurrection de Lazare .
Les influences de Giulio Romano sera malgré tout évidente dans les dessins préparatoires des appareils éphémères de la scénographie, exécutés en collaboration avec Giulio Campi, pour l'entrée de l'empereur Charles V en 1541 à Crémone.

## Images

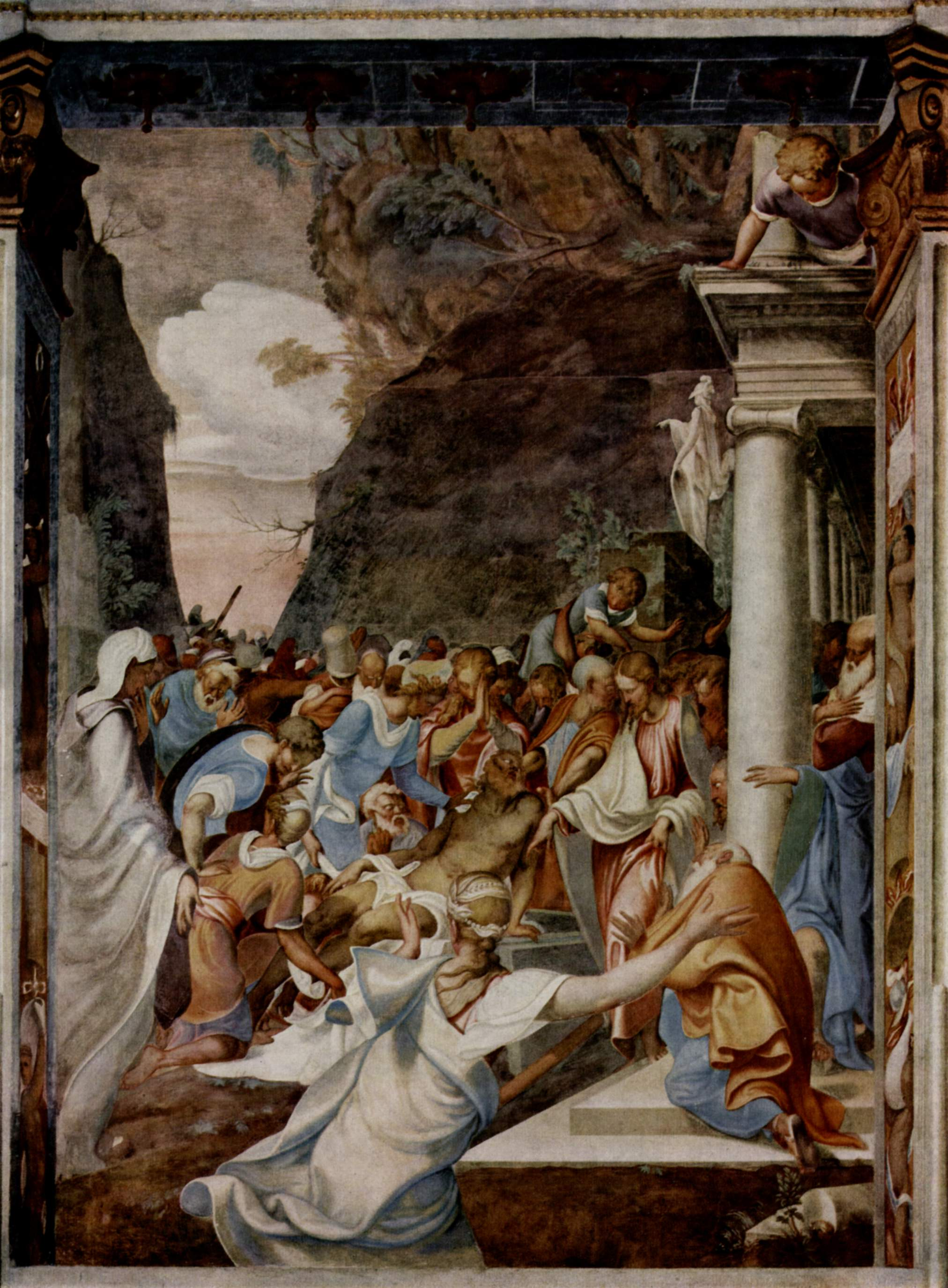
Resurrezione di Lazzaro, fresque (San Sigismondo, Crémone).
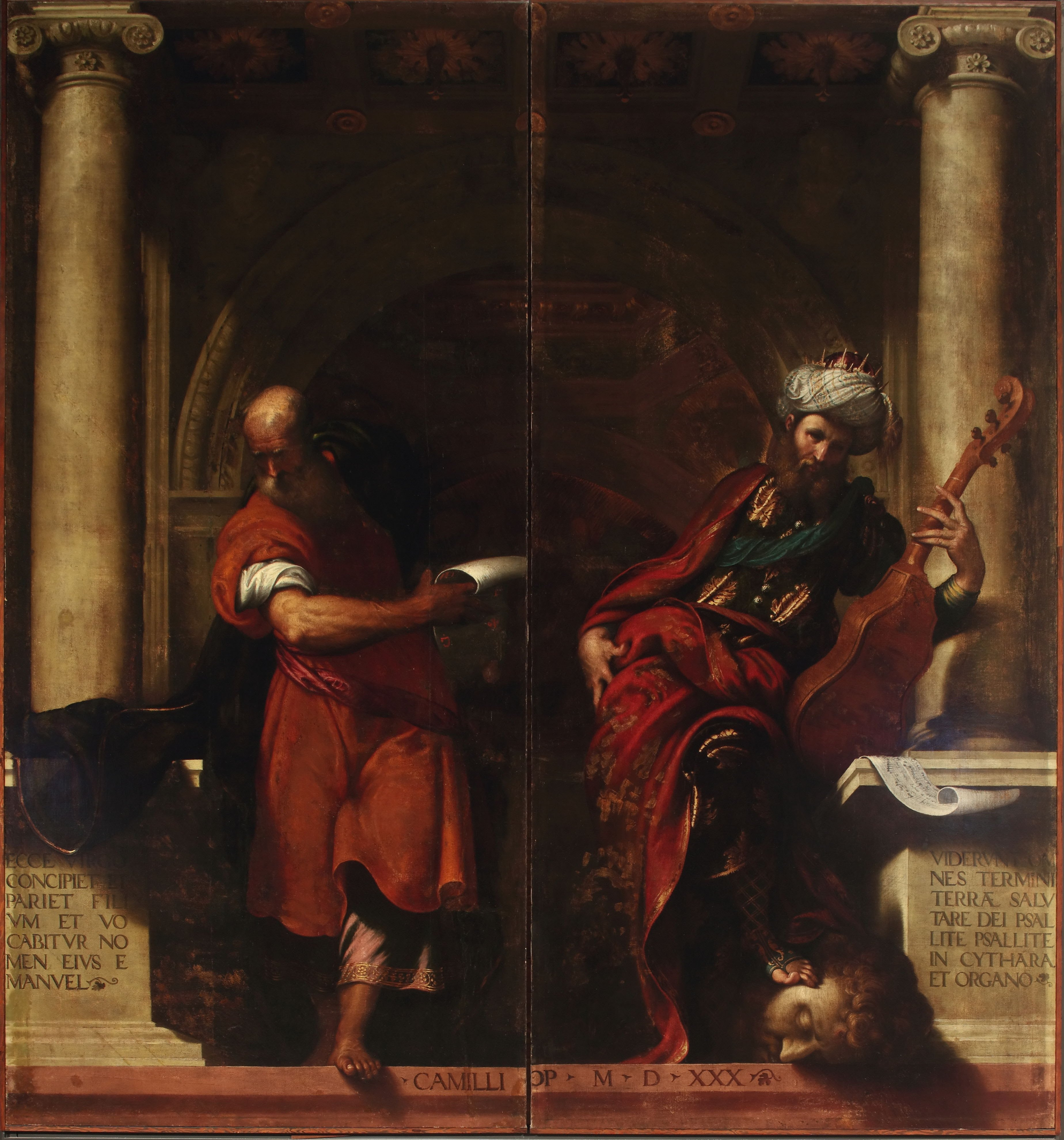
Le prophète Isaïe et le roi David, toile (Palazzo Farnese, Piacenza).